# Municipio de Carr (condado de Clark)
El municipio de Carr (en inglés: Carr Township) es un municipio ubicado en el condado de Clark en el estado estadounidense de Indiana. En el año 2010 tenía una población de 3452 habitantes y una densidad poblacional de 49,57 personas por km².

## Geografía
El municipio de Carr se encuentra ubicado en las coordenadas 38°26′18″N 85°50′59″O / 38.43833, -85.84972. Según la Oficina del Censo de los Estados Unidos, el municipio tiene una superficie total de 69.64 km², de la cual 68.28 km² corresponden a tierra firme y (1.96%) 1.36 km² es agua.

## Demografía
Según el censo de 2010, había 3452 personas residiendo en el municipio de Carr. La densidad de población era de 49,57 hab./km². De los 3452 habitantes, el municipio de Carr estaba compuesto por el 97.19% blancos, el 0.52% eran afroamericanos, el 0.09% eran amerindios, el 0.78% eran asiáticos, el 0.46% eran isleños del Pacífico, el 0.14% eran de otras razas y el 0.81% pertenecían a dos o más razas. Del total de la población el 1.39% eran hispanos o latinos de cualquier raza.